# Lamprologus meleagris
Lamprologus meleagris ist eine Fischart aus der Familie der Buntbarsche (Cichlidae). Die Art kommt ausschließlich im afrikanischen Tanganjikasee vor und ist dort nur vom Westufer auf der kongolesischen Seite des Tanganjikasee nachgewiesen. Das Artepitheton leitet sich von Meleagros, einer Gestalt aus der griechischen Mythologie, ab und nimmt Bezug auf die perlhuhnähnliche Zeichnung. Meleagros starb, nachdem ihn seine Mutter verflucht hatte, weil er seine beiden Onkel im Streit um eine Jagdbeute getötet hatte. Seine Schwestern beweinten ihn so sehr, dass sie sich in Perlhühner verwandelten.

## Merkmale
Lamprologus meleagris ist ein kleiner Buntbarsch mit kompaktem, seitlich abgeflachten Körperbau. Männchen erreichen eine Körperlänge von etwa 5,2 cm, Weibchen bleiben mit bis zu 4 cm kleiner. Die Grundfarbe des Körpers ist oliv bis olivbraun. Über den ganzen Körper ziehen sich Reihen von bläulich irisierenden kleinen Flecken, die sich auch auf allen Flossen, mit Ausnahme der Brustflossen finden. Je nach Stimmung zeigen sich auch bräunliche größere Flecken. Auf dem Kiemendeckel findet sich ein auffälliger schwarzer Fleck. Der obere Augenrand steht über dem Kopfprofil hervor. Die Zähne sind einspitzig, nach innen gebogen und stehen in mehreren Reihen, 70 in der äußeren Oberkieferreihe. Bauchflossen und Schwanzflosse sind abgerundet.
- Flossenformel: Dorsale XVII/8, Anale IX/5–7.
- Schuppenformel 27–32 (mLR)

## Lebensweise
Lamprologus meleagris lebt in der Übergangszone zwischen Felsküste und Sandflächen, und kommt als typischer Schneckenbuntbarsch nur an Stellen vor, wo leere Schneckenhäuser der Gattung Neothauma im Sand liegen. Ein Männchen kann in einer Haremsgemeinschaft mit mehreren Weibchen leben. Die Eier werden in ein von einem Weibchen bewohntes Schneckenhaus abgelegt, das Männchen, das für gewöhnlich zu groß ist, um hineinzupassen, besamt sie an der Schneckenhausöffnung. Nach 8 bis 9 Tagen verlassen die Jungtiere das mütterliche Schneckenhaus.